# Milene Candeias
Milene Candeias (Moita, 29 de junho de 1985) é uma fadista portuguesa.
Canta fado desde os 8 anos e atua com frequência em várias casas de fado, principalmente as da margem sul.
Imitou a fadista Helena Santos no programa "Mini-Chuva de Estrelas" da SIC tendo vencido uma das ediçoes.
Em 1998 venceu a Grande Noite do Fado. Oito anos depois, e com cerca de 50 concursos vencidos, voltou a obter a vitória na 55ª edição da Grande Noite do Fado (2006).
Com o projecto TribUrbana(com Agir) participou no Festival RTP da Canção de 2007 com o tema "Dá-me a Lua".